# Dan Barrow
Daniel Hubert "Dan" Barrow Jr. (ur. 22 lipca 1909 w Yeadon, zm. 4 listopada 1993 w Harrisburgu) – amerykański wioślarz, brązowy medalista olimpijski.
Wystąpił na igrzyskach olimpijskich w Berlinie w 1936, gdzie zdobył brązowy medal w jedynce. W wyścigu finałowym wyprzedzili go jedynie Gustav Schäfer z III Rzeszy i Austriak Josef Hasenöhrl. Był to jego jedyny start olimpijski.
W 1930 zdobył ponadto złoty medal w ósemkach na mistrzostwach Europy w Liège (1930).
Kilkukrotnie zdobywał mistrzostwo kraju, w tym: w dwójkach podwójnych w latach 1934-1935, w czwórkach w 1935, oraz w jedynkach i ósemkach podwójnych w 1936.